# 1091 w polityce
Wydarzenia polityczne w 1091 roku.

## Zmarli
- Stefan II, król Chorwacji, ostatni z dynastii Trpimirowiczów[1].
- Helena Węgierska, wnuczka Mieszka II Lamberta, królowa Chorwacji[2].
- Adelajda z Susy, margrabini Turynu[3].